# Poecilopsis gracilis
Poecilopsis gracilis är en fjärilsart som beskrevs av Harrison. Poecilopsis gracilis ingår i släktet Poecilopsis och familjen mätare. Inga underarter finns listade i Catalogue of Life.